# Palais Niccolini
Le palais Niccolini est un palais de la Renaissance situé à Florence. 

## Histoire
Les maisons présentes dans la zone où devait être construit le palais Niccolini appartenaient à la famille Ciaini, qui s'enrichit au XIVe siècle, mais pas dans les proportions des grandes familles patriciennes florentines, grâce à la compétence économique de Bastiano Ciaini, qui fut plus tard associé au « Banco dei Ginori », et enfin posséda sa propre banque, avec un chiffre d'affaires remarquable. Entre 1542 et 1548, Bastiano a fait construire son propre palais par Domenico di Baccio d'Agnolo, mais il n'a pas pu profiter de cette habitation, car il est décédé peu de temps après son achèvement. Bastiano avait douze filles et aucun fils, donc sa fortune était fragmentée. Plus de vingt ans plus tard, en 1575, ses descendants ont dû vendre le palais familial à Giovanni Niccolini (1544-1611), qui a payé une somme considérable pour la prestigieuse construction.
Niccolini a chargé l'architecte Giovanni Antonio Dosio de rénover le palais, après avoir créé un grand balcon couvert face au jardin. En 1609, d'autres travaux d'agrandissement ont été effectués et le palais a été enrichi d'une galerie de peintures et de fresques de Baldassarre Franceschini, appelée Volterrano, et d'autres peintres. Une salle a été adaptée pour accueillir la collection numismatique. Le fils de Giovanni Niccolini, Filippo (1586-1666), parvient même à obtenir un titre de noblesse, celui de marquis de Ponsacco et de Camugliano. 
En 1824, le palais est acquis par le comte russe Demetrio Bouturlin, conseiller privé et chambellan de l'empereur de Russie, qui en 1851 fait décorer la façade par les peintres Sarti et Bandinelli. Divisé en appartements et délabré, le palais fut à nouveau vendu en 1918. Au XXe siècle, il a accueilli le siège florentin du Parti fasciste national, avant de devenir un bien public après la Seconde Guerre mondiale. 
Le palais a été restauré dans les années 1990 et appartient actuellement à l'État, qui y maintient quelques bureaux.

## Décorations des façades du palais Niccolini

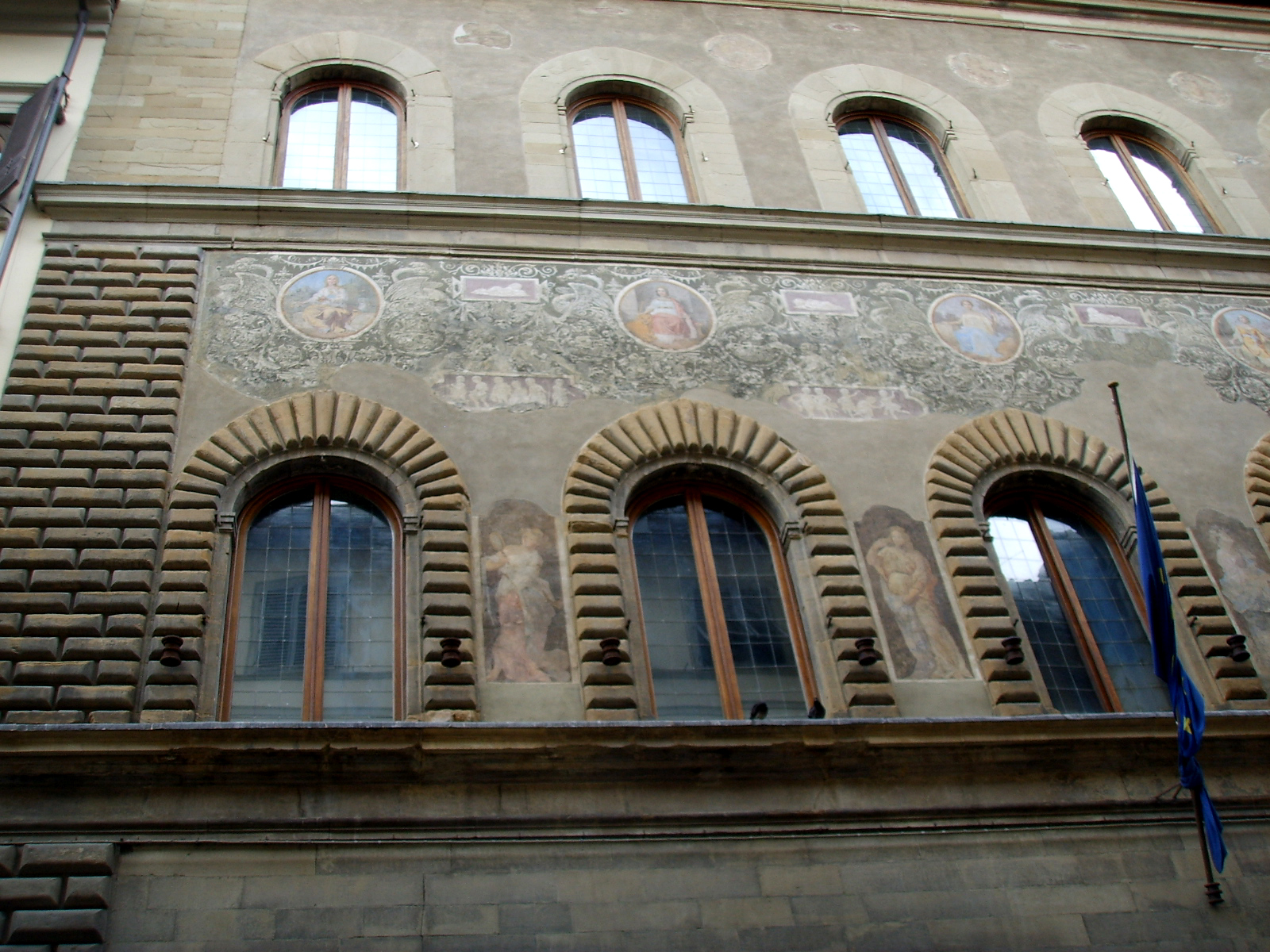
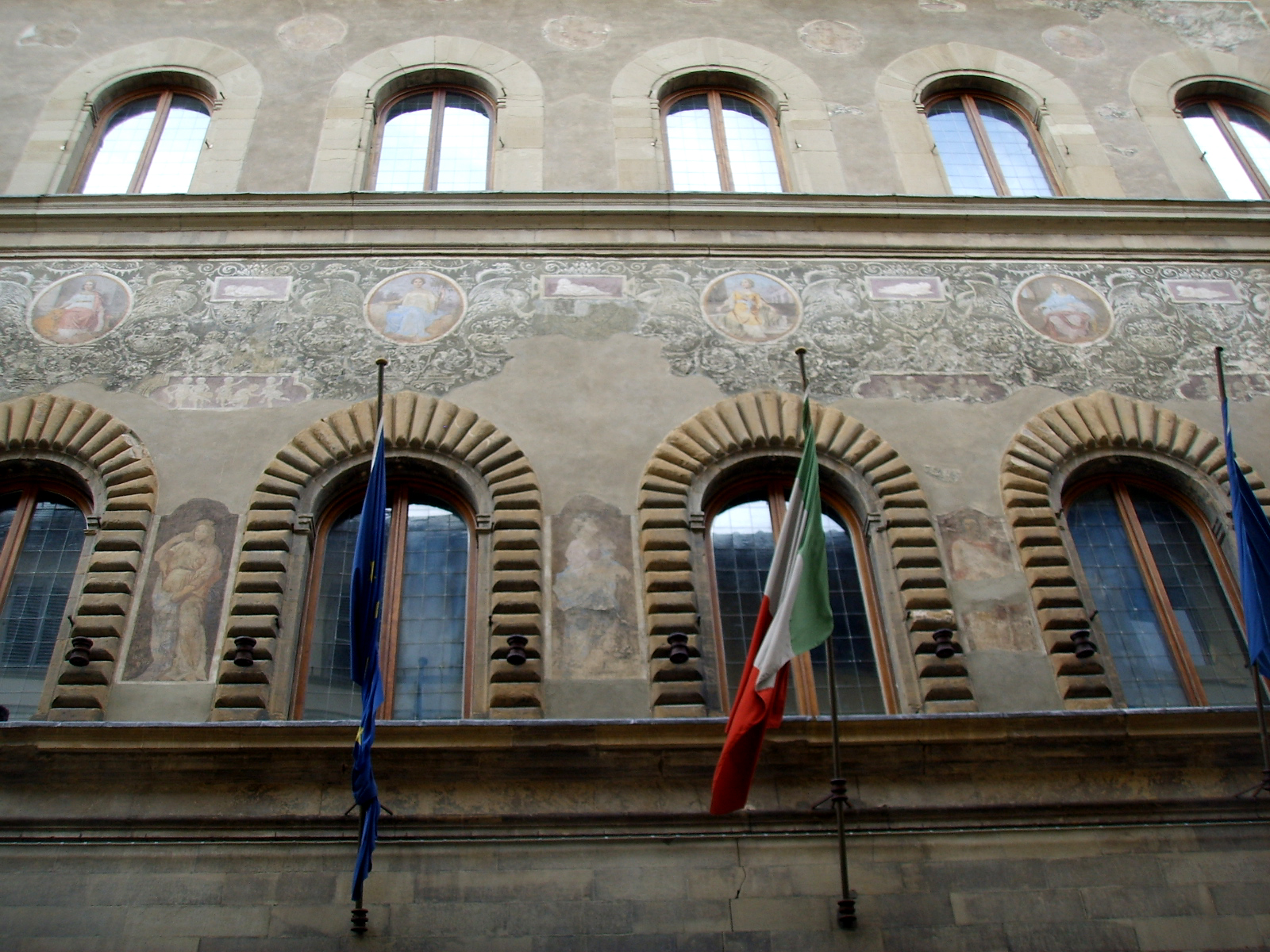
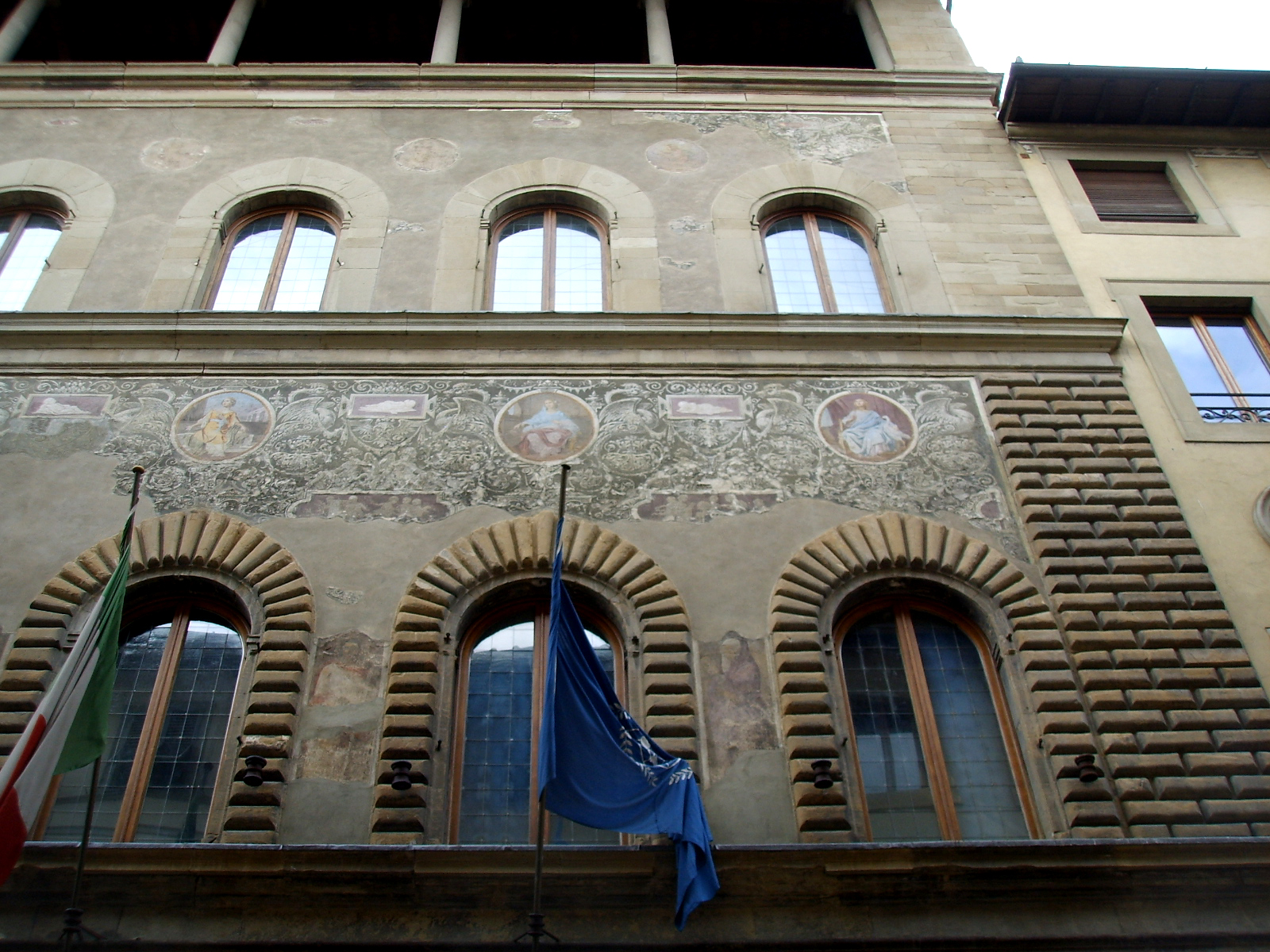